# Municipio de Duncan (Míchigan)
El municipio de Duncan (en inglés: Duncan Township) es un municipio ubicado en el condado de Houghton en el estado estadounidense de Míchigan. En el año 2010 tenía una población de 236 habitantes y una densidad poblacional de 0,51 personas por km².

## Geografía
El municipio de Duncan se encuentra ubicado en las coordenadas 46°31′23″N 88°48′27″O / 46.52306, -88.80750. Según la Oficina del Censo de los Estados Unidos, el municipio tiene una superficie total de 460.15 km², de la cual 456,13 km² corresponden a tierra firme y (0,87 %) 4,02 km² es agua.

## Demografía
Según el censo de 2010, había 236 personas residiendo en el municipio de Duncan. La densidad de población era de 0,51 hab./km². De los 236 habitantes, el municipio de Duncan estaba compuesto por el 98,31 % blancos, el 1,27 % eran amerindios, el 0,42 % eran asiáticos. Del total de la población el 0 % eran hispanos o latinos de cualquier raza.